# Wanis al-Qaddafi
Wanis al-Qaddafi (àrab: ونيس القذافي, Wanīs al-Qaḏḏāfī) (Bengasi, 4 de setembre de 1924 - Suïssa, 21 de desembre de 1986) fou un polític libi. Fou primer ministre de Líbia entre setembre de 1968 i el 31 d'agost de 1969.